# Jitka Zvirocká

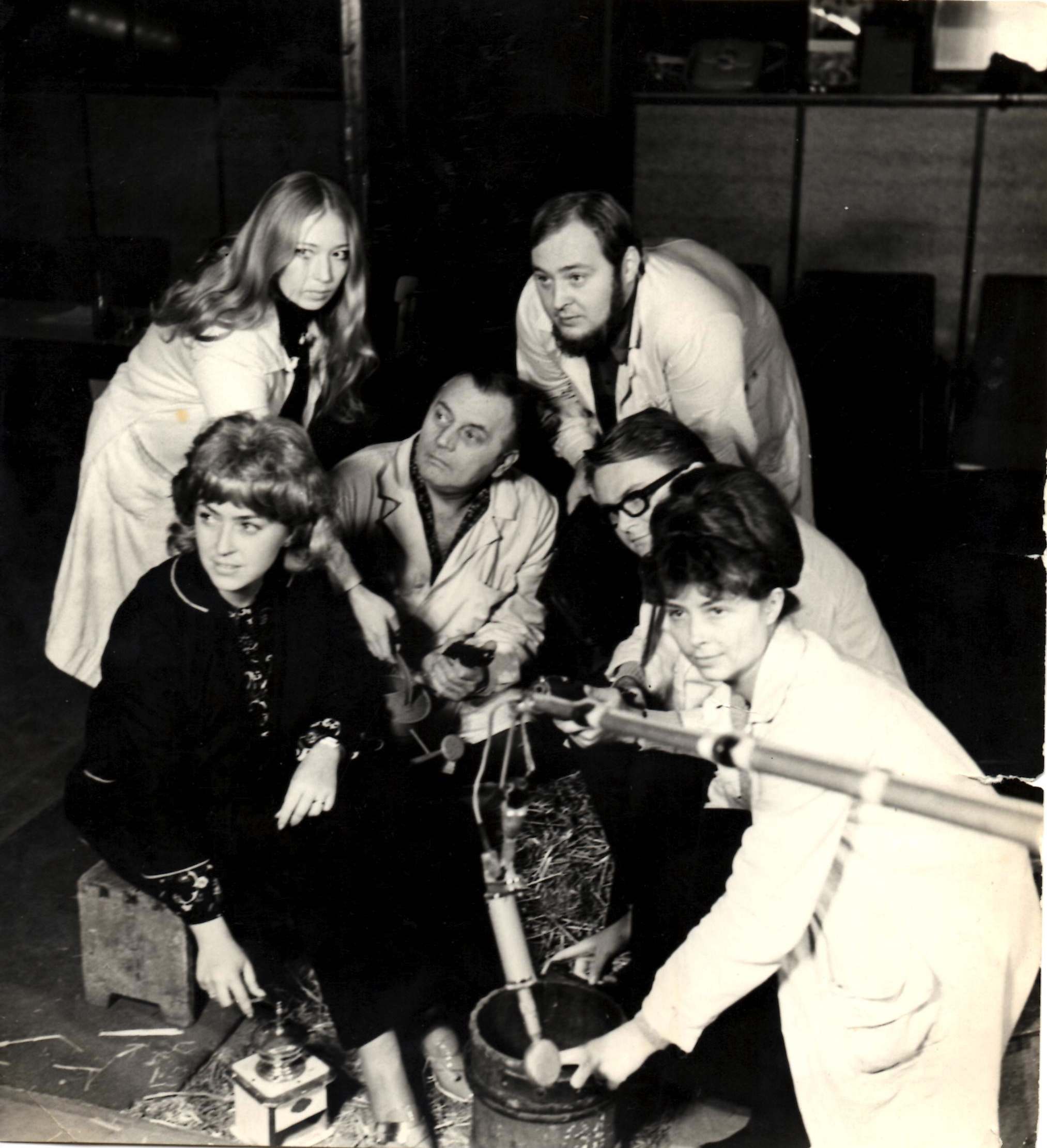
Studio Hostivař

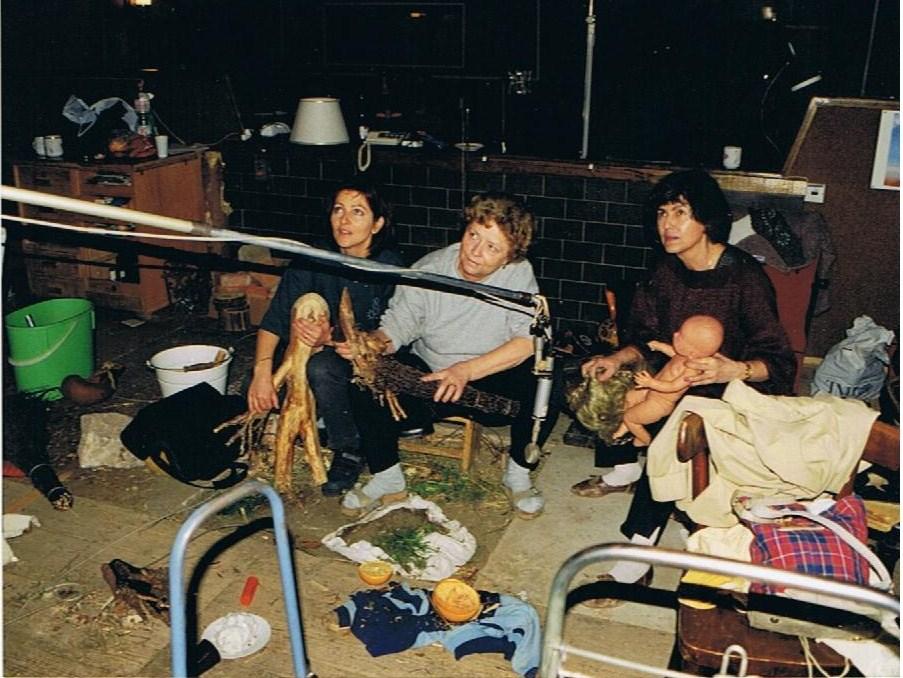
Studio Moskva Otesánek

Jitka Zvirocká (2. září 1941 – 11. ledna 2014) byla ruchařka, žákyně a později spolupracovnice a následnice Bohumíra Brunclíka, průkopníka a zakladatele ruchové skupiny pro československou filmovou tvorbu.

## Život a kariéra
Po vystudování akademie[ujasnit] nastoupila do úřadu jako účetní, ale práce ji neuspokojovala a tak uvítala pozvání od zvukaře Lenocha, který jí nabídl možnost naučit se novému řemeslu – ruchařka. V ruchové skupině působila od roku 1969. V roce 1978 převzala vedení ruchové skupiny, která je podle jejího zakladatele nazývána Brunclíci. Toto označení zahrnuje i veškeré postsynchronně vytvářené zvukové efekty.
Její práce obsahuje nespočet vyrobených zvuků jak pro filmy zahraniční (dabing), tak pro celou řadu československých filmových titulů, vyráběných nejprve v Hostivařském, Zlínském a Barrandovském ruchovém studiu a později také v řadě soukromých postprodukčních zvukových studií. Mezi nejzajímavější práce patřily filmy Jana Švankmajera, který s ruchovou složkou počítá do svých filmů bez výjimky a jeho filmy tak pod rukama ruchařů ožívají od doby, kdy jimi nahradil hudební akcenty Zdeňka Lišky.
Mezi její dlouholeté spolupracovníky z oblasti mistrů zvuku patřil Ing. Ivo Špalj, jeden ze zakladatelů ruchového studia II Moskva v Barrandovských atelierech, které je doposud funkční a jedno z největších v Evropě.